# Malabaila parnassica
Malabaila parnassica är en flockblommig växtart som beskrevs av Theodor Heinrich von Heldreich. Malabaila parnassica ingår i släktet Malabaila och familjen flockblommiga växter. Inga underarter finns listade i Catalogue of Life.